# Stillahavsbergskädda
Stillahavsbergskädda (Microstomus pacificus) är en fiskart som först beskrevs av Lockington, 1879.  Stillahavsbergskädda ingår i släktet Microstomus och familjen flundrefiskar. Inga underarter finns listade i Catalogue of Life.